# Nico van der Veen
Nicolaas (Nico) van der Veen (Utrecht, 18 juni 1916 – Zaandam, 20 april 1962) was een Nederlands politicus.
Van der Veen studeerde elektrotechniek aan de Technische Hogeschool Delft en vervolgens theologie in Leiden. In de Tweede Wereldoorlog nam hij deel aan het verzet. Via een oude kennis Jan Meulenbelt raakte Van der Veen en zijn vrouw betrokken bij het Utrechts Kindercomité, een studentennetwerk dat hulp bood aan Joodse kinderen. Van der Veens woonplaats Den Haag telde bijna vijftienduizend joodse inwoners en Meulenbelt zocht dringend iemand die daar het werk kon opzetten. Dat werd Van der Veen. Hij regelde voor tientallen kinderen een onderduikplek, distributiebonnen en valse persoonsbewijzen.
Op verzoek van zijn stiefvader de predikant Marie Cornelis Van Wijhe verhuisde Van der Veen in mei 1943 naar Vught om daar binnen de kerk het jeugdwerk op te zetten. Hij hielp de Utrechtse Kindercentrale aan een locatie in Esch wat kon dienen als vluchthuis. Er konden ook tijdelijk Joodse kinderen worden opgevangen. Het stel dat daarvoor verantwoordelijk was, een zekere Dirk de Ruiter en Mies van Ginkel, bleek voor de Sicherheitsdienst te werken. Het besluit viel om beide personen te liquideren. Alleen De Ruiter werd gedood, Van Ginkel slaagde er in te ontkomen. Verschillende verzetsleden vielen in Duitse handen, dominee Van Wijhe moest onderduiken. Van der Veen zat gevangen in 's-Hertogenbosch. Na zes weken werd hij vrijgelaten. De rest van de oorlog verving hij zijn stiefvader als predikant in Vught.
Na de oorlog was hij hulpprediker in Heenvliet en vanaf 1952 predikant in Westzaan. Hij was een principiële socialistische dominee, AJC'er, SDAP'er en korte tijd PvdA'er. Hij bedankte voor deze partij vanwege de eerste politiële actie in Indonesië. Daarnaast was hij part time leraar godsdienstgeschiedenis aan het Zaanlands Lyceum.
In 1959 werd hij lijsttrekker en de eerste fractievoorzitter van de PSP in de Tweede Kamer. Hij keerde zich krachtig tegen het bestaan van de BVD, die hij een ondemocratische instelling noemde waarvan hij groot gevaar vreesde voor de vrijheden van de mens. Nico van der Veen overleed in 1962 op 45-jarige leeftijd na een ernstige ziekte.
- Biografisch Portaal: 56072205
- Gemeinsame Normdatei: 12492087X
- International Standard Name Identifier: 0000 0000 3982 346X
- Library of Congress Control Number: n2004042381
- Nederlandse Thesaurus van Auteursnamen: 242200699
- Parlement.com: vg09llbcfmzd
- Virtual International Authority File: 5878559
- WorldCat: E39PBJf4cW4XYK8W9pX8yDV3cP